# Al-Dreij
Al-Dreij (tiếng Ả Rập: الدريج) là một ngôi làng của Syria ở huyện Al-Tall thuộc tỉnh Rif Dimashq. Theo Cục Thống kê Trung ương Syria (CBS), Al-Dreij có dân số 1.769 người trong cuộc điều tra dân số năm 2004.